# Romy & Michelle - Quasi ricche e famose
Romy & Michelle - Quasi ricche e famose è un film per la televisione del 2005 diretto da Robin Schiff, con protagoniste Katherine Heigl e Alexandra Breckenridge. È il prequel del film Romy & Michelle, interpretato da  Mira Sorvino e Lisa Kudrow.

## Trama
Ottenuto il diploma, Romy e Michelle sognano di trasferirsi a Los Angeles e di diventare ricche e famose, ma decidono di aspettare per risparmiare denaro. Tre anni sono passati e sono riuscite a risparmiare soltanto sessantotto dollari: otto in più di quelli che avevano al liceo. Nonostante la mancanza di soldi, le due amiche decidono di realizzare il loro sogno dopo aver visto Pretty Woman.